# Hilda Maia Valentim
Hilda Maia Valentim, también conocida como Hilda Furacão (Recife, 30 de diciembre de 1930-Buenos Aires, 29 de diciembre de 2014), fue una famosa prostituta brasileña.

## Biografía
Nacida a principios de la década de 1930 en la ciudad de Recife, emigró, muy pequeña y con su familia, a Belo Horizonte, capital de Minas Gerais. En su juventud, se hizo famosa como la prostituta "Hilda Furacão", este nombre se ganó por su reputación de mujer con poca paciencia, generando muchas peleas entre sus clientes y colegas. 
Ejercía su profesión en la zona bohemia de Belo Horizonte, más precisamente en el Hotel Maravilhoso, en la calle Guaicurus. En ese lugar conoció al futbolista Paulo Valentim, quien en ese momento jugaba para el Atlético Mineiro y con quien se casó, a fines de la década de 1950, pasando a llamarse Hilda Maia Valentim. Con Paulo, vivió en Buenos Aires, São Paulo y Ciudad de México, siempre acompañando a su esposo, quien jugó para Boca Juniors, São Paulo y Atlante. Después de la jubilación Paulo Valentim, la pareja se instaló en Buenos Aires, ya que Valentim, cuando jugaba para Boca, se convirtió en un ídolo de la multitud. 
Tras el fallecimiento de Paulo en 1984 y de la muerte de su hijo, Ulisses, Hilda, quien fue la primera dama de los fanáticos de Boca Juniors, teniendo un lugar especial en las Tribunas de Honor en La Bombonera, se fue a vivir a un asilo en el barrio de Barracas, en Buenos Aires.

### Fallecimiento
Murió el 29 de diciembre de 2014, la víspera de su 84 cumpleaños. Sufrió problemas respiratorios y renales, y falleció de muerte natural, según el trabajador social del asilo donde vivió sus últimos días.

## Homenajes
Hilda es la mujer en la que el novelista Roberto Drummond  inspiró para escribir el libro Hilda Furacão, un éxito de ventas, justo después de la emisión de la miniserie de Rede Globo Hilda Furacão.
En 2016 se inauguró el Museo del Sexo Hilda Furacão en la calle Guaicurus de Belo Horizonte. 